# Бас Дост
Бас Дост (нід. Bas Dost, нар. 31 травня 1989, Девентер) — нідерландський футболіст, нападник клубу «Утрехт».
Володар Кубка Німеччини. Володар Суперкубка Німеччини. Володар Кубка Португалії.

## Клубна кар'єра
У дорослому футболі дебютував 2007 року виступами за команду клубу «Еммен», в академії якого займався футболом з 12-річного віку. Провів у другому за силою нідерландському дивізіоні один сезон, взявши участь у 23 матчах чемпіонату і забивши лише шість голів.
Влітку 2008 року молодий фактурний форвард за 300 тисяч євро перейшов до вищолігового «Гераклеса» (Алмело). Відіграв за команду з Алмело наступні два сезони своєї ігрової кар'єри. Граючи у складі «Гераклеса» став лідером атака і одним з найперспективніших форвардів нідерландської футбольної першості, до якого почали виявляти інтерес провідні місцеві клуби, зокрема аместердамський «Аякс».
Проте 20-річний нападник у травні 2010 року зробив свій вибір на користь «Геренвена», до якого перейшов за 2,5 мільйона євро, уклавши п'ятирічний контракт. Тренерським штабом нового клубу відразу розглядався як гравець «основи» і в першому сезоні продемонстрував пристойну результативність — 13 голів у 32 іграх першості. Проте справжній прорив відбувся наступного сезону 2011/12, в якому Дост забив 32 голи у 34 матчах чемпіонату та 6 голів у 5 кубкових двобоях, ставши найкращим бомбардиром обох турнірів.
До складу німецького «Вольфсбурга» приєднався 1 червня 2012 року, цього разу його трансфер уже оцінили в 7 мільйонів євро. У складі «вовків» в сезоні 2014/15 став володарем Кубка Німеччини, а згодом брав участь у переможному для його команди матчі за Суперкубок Німеччини 2015.
28 серпня 2016 року нідерландець перейшов до лісабонського «Спортінга», який сплатив за цей трансфер 10 мільйонів євро. Нападник відразу ж почав відпрацьовувати сплачені за його перехід кошти, регулярно відзначаючись забитими голами. До кінця свого дебютного сезону в Португалії він відзначився 36 голами в усіх турнірах, 34 з них забив у 31 матчі тогорічної Прімейри, що зробило його найкращим бомбардиром цього турніру.
Влітку 2019 перейшов до німецького «Айнтрахта» за 7 млн євро, де за не повні два сезони у 36 матчах Бундесліги забив 12 голів.
23 грудня 2020 підписав контракт з бельгійським «Брюгге». За два неповних роки провів за бельгійський гранд 57 матчів у всіх турнірах і відзначився 24 влучними ударами. Також став дворазовим чемпіоном Бельгії та володарем Суперкубка.
У липні 2022 року, після десятирічної перерви, повернувся на батьківщину, підписавши контракт на рік із «Утрехтом». У сезоні 2022/23 провів за нову команду 24 матчі в еліті нідерландського футболу, в яких записав до свого активу 9 влучних ударів.
23 серпня 2023 року поставив підпис під річною угодою із командою «НАК Бреда». 29 жовтня того ж року у виїзній грі проти АЗ на 90-й хвилині матчу раптово втратив свідомість. До цього його команда вигравала з рахунком 2:1, а форвард відзначився забити м'ячем та результативною передачею. Після надання допомоги був ушпиталений до лікарні з діагнозом міокардит, де йому встановили кардіовертер-дефібрилятор.

## Виступи за збірні
Протягом 2009—2011 років залучався до складу молодіжної збірної Нідерландів. На молодіжному рівні зіграв у 14 офіційних матчах, забив 5 голів.
28 березня 2015 року дебютував в офіційних матчах у складі національної збірної Нідерландів, вийшовши на поле на останні півгодини гри відбору до ЧЄ-2016 проти збірної Туреччини.
| Дата       | Місто      | Господарі  | Результат | Гості       | Турнір            | Голи | Примітки |
| ---------- | ---------- | ---------- | --------- | ----------- | ----------------- | ---- | -------- |
| 28-3-2015  | Амстердам  | Нідерланди | 1 – 1     | Туреччина   | Відбір до ЧЄ 2016 | -    | 63'      |
| 31-3-2015  | Амстердам  | Нідерланди | 2 – 0     | Іспанія     | товариський матч  | -    | 79'      |
| 13-10-2015 | Амстердам  | Нідерланди | 2 – 3     | Чехія       | Відбір до ЧЄ 2016 | -    | 64'      |
| 13-11-2015 | Кардіфф    | Уельс      | 2 – 3     | Нідерланди  | товариський матч  | 1    |          |
| 27-5-2016  | Дублін     | Ірландія   | 1 – 1     | Нідерланди  | товариський матч  | -    | 75'      |
| 1-6-2016   | Гданськ    | Польща     | 1 – 2     | Нідерланди  | товариський матч  | -    | 74'      |
| 1-9-2016   | Ейндговен  | Нідерланди | 1 – 2     | Греція      | товариський матч  | -    | 80'      |
| 6-9-2016   | Стокгольм  | Швеція     | 1 – 1     | Нідерланди  | Відбір до ЧС 2018 | -    | 66'      |
| 7-10-2016  | Роттердам  | Нідерланди | 4 – 1     | Білорусь    | Відбір до ЧС 2018 | -    | 84'      |
| 10-10-2016 | Амстердам  | Нідерланди | 0 – 1     | Франція     | Відбір до ЧС 2018 | -    | 62'      |
| 9-11-2016  | Амстердам  | Нідерланди | 1 – 1     | Бельгія     | товариський матч  | -    | 27'      |
| 13-11-2016 | Люксембург | Люксембург | 1 – 3     | Нідерланди  | Відбір до ЧС 2018 | -    |          |
| 25-3-2017  | Софія      | Болгарія   | 2 – 0     | Нідерланди  | Відбір до ЧС 2018 | -    |          |
| 31-5-2017  | Агадір     | Марокко    | 1 – 2     | Нідерланди  | товариський матч  | -    | 73'      |
| 4-6-2017   | Роттердам  | Нідерланди | 5 – 0     | Кот-д'Івуар | товариський матч  | -    | 78'      |
| 7-10-2017  | Борисов    | Білорусь   | 1 – 3     | Нідерланди  | Відбір до ЧС 2018 | -    | 56'      |
| 10-10-2017 | Амстердам  | Нідерланди | 2 – 0     | Швеція      | Відбір до ЧС 2018 | -    | 46'      |
| 23-3-2018  | Амстердам  | Нідерланди | 0 – 1     | Англія      | товариський матч  | -    | 66'      |
| Усього     |            | Матчів     | 18        |             | Голів             | 1    |          |

## Титули і досягнення

### Командні
- Володар Кубка Німеччини (1):

«Вольфсбург»: 2014-15
- Володар Суперкубка Німеччини (1):

«Вольфсбург»: 2015
- Володар Кубка португальської ліги (2):

«Спортінг» (Лісабон): 2017-18, 2018-19
- Володар Кубка Португалії (1):

«Спортінг» (Лісабон): 2018-19
- Чемпіон Бельгії (2):

«Брюгге»: 2020-21, 2021-22
- Володар Суперкубка Бельгії (1):

«Брюгге»: 2021

### Особисті
- Найкращий бомбардир Ередивізі: 2011-12 (32 голи)
- Найкращий бомбардир Кубка Нідерландів: 2011-12
- Найкращий бомбардир Прімейра-Ліги: 2016-17 (34 голи)